# Альфений Вар
Альфений Вар (лат. Alfenius Varus) — римский военачальник I века н. э., префект претория 69 года.
Его отцом, предположительно, был консул 2 года Публий Альфен Вар. В 69 году Альфений Вар служил префектом лагеря у Фабия Валента, военачальника Авла Вителлия, когда последний, будучи наместником Нижней Германии, провозгласил себя императором и повёл свою армию на Рим. Участвовал в победной для Вителлия битве при Бедриаке против императора Отона. После предательства Авла Цецины Алиена, поддержавшего восстание Веспасиана, Альфений Вар был назначен префектом претория вместо Публия Сабина, ставленника Цецины. 24 октября 69 года во второй битве при Бедриаке армия Вителлия была разбита флавианцами под командованием Марка Антония Прима. В середине ноября того же года Альфений Вар и Юлий Приск во главе оставшихся сил были посланы Вителлием занять перевалы в Апеннинах с целью затянуть войну, но при приближении армии Веспасиана в рядах вителлианцев началось повальное дезертирство, из-за чего Альфений Вар был вынужден покинуть свой лагерь и вернуться в Рим. О его дальнейшей судьбе известно лишь то, что он сумел пережить гражданскую войну.